# Monde physique
Le Monde physique est le monde étudié par la physique, qui peut varier selon la définition de cette dernière. Le Monde sensible, au sens strict, est simplement ce qui est accessible par les cinq sens. Selon Aristote, est dit physique ce qui contient en lui-même un principe de mouvement et de repos. Échappent donc au monde physique ainsi entendu les Idées platoniciennes, ou encore le dieu d’Aristote comme premier moteur immobile. Monde sensible et monde physique peuvent sans doute coïncider, mais à strictement parler leur définition n’est pas la même.

## Quatrième conférence deBertrand Russell: Monde physique et Monde sensible
Selon La Méthode scientifique en philosophie de Bertrand Russell, il s’agit de deux mondes distincts :
1. Le monde physique : Il existe quelque chose de permanent. (cfr. atomisme)
2. Le monde sensible : Données immédiates de la sensation. Rien de permanent.